# Oukuriella rushi
Oukuriella rushi är en tvåvingeart som beskrevs av Epler 1986. Oukuriella rushi ingår i släktet Oukuriella och familjen fjädermyggor.
Artens utbredningsområde är Costa Rica. Inga underarter finns listade i Catalogue of Life.